# Antélion

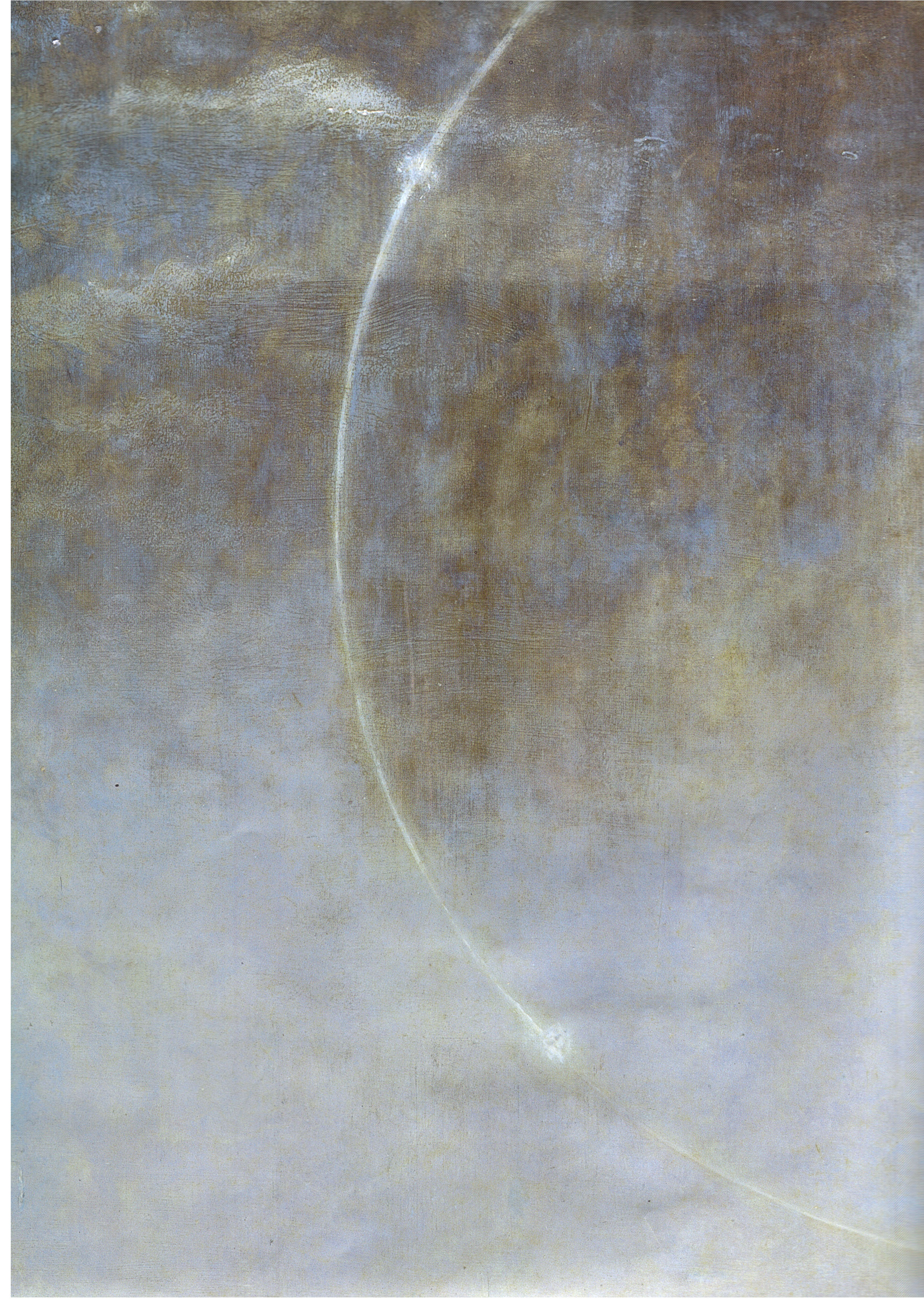
Anthelion (abajo) y parhelio de 120° (arriba) representados en Vädersolstavlan.

Un anthelion (del griego tardío ανθηλιος, que significa "opuesto al Sol") es un fenómeno óptico poco común perteneciente a la familia de los halos. Se forma en el círculo parhélico, directamente opuesto al Sol, y aparece como una débil mancha blanca similar a un parhelio, a veces cruzada por un par de arcos difusos en forma de X.
La formación de los anteliones es un tema de debate. Algunos investigadores, como Walter Tape, sugieren que no son halos independientes, sino más bien el resultado de la superposición de varios halos generados por cristales de hielo en forma de columna, orientados horizontalmente dentro del círculo parhélico para crear un punto brillante. Si esta teoría es correcta, los anteliones solo deberían aparecer cuando estos otros halos también están presentes.
Sin embargo, los anteliones a menudo se presentan sin otros halos de cristales laminares, lo que ha llevado a los científicos a proponer explicaciones alternativas. El profesor holandés S.W. Visser sugirió que se forman a través de dos reflexiones de luz externas en prismas cuadrangulares, mientras que Robert Greenler propuso que el fenómeno es resultado de dos reflexiones internas en cristales columnares.
Aunque el área del antélion suele ser difusa en los halos, en configuraciones más complejas se pueden observar varios fenómenos ópticos poco comunes. Flanqueando el antélion en el círculo parhélico se encuentran dos parhelios de 120° (y dos parhelios de Liljequist), generados por cristales laminares. Los arcos Tricker y difusos, formados por cristales columnares con una sola orientación, crean una forma similar a un "anj" que atraviesa el anthelion. En ocasiones, los arcos de Wegener cruzan el cielo y se convergen en el antélion.